# Silla Chiavari

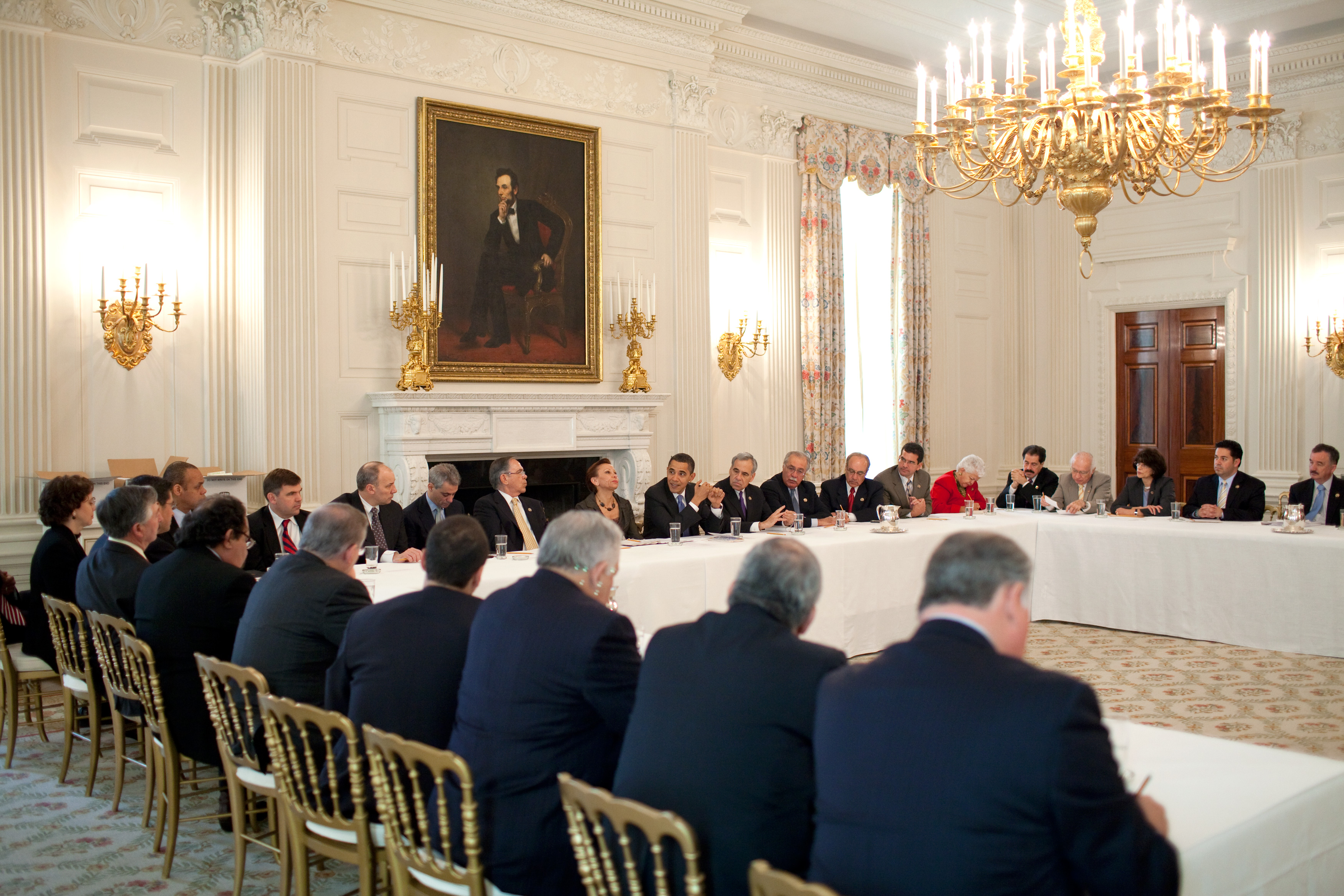
Sillas Chiavari en una reunión en el Salón Comedor de Estado de la Casa Blanca en el 2009.

La silla Chiavari, también denominada la Chiavarina, o silla Tiffany, es una silla de madera de diseño originario en Liguria.

## Historia
La Chiavarina fue creada en 1807 por Giuseppe Gaetano Descalzi un ebanista de Chiavari en la costa noroeste de Italia. Por invitación del presidente de la Sociedad Económica de Chiavari, el marqués Stefano Rivarola, Descalzi reelaboró algunas sillas en el estilo Imperio francés, simplificando los elementos decorativos y aligerando los elementos estructurales.
La silla fue un éxito y pronto se abrieron muchas fábricas en Chiavari y las ciudades circundantes. Cuando Gaetano Descalzi murió en 1855, unos 600 trabajadores estaban fabricando sillas Chiavari. La silla fue elogiada por Carlos Alberto de Saboya, Napoleón III, y el escultor Antonio Canova.
El éxito de la Chiavarina declinó tras la introducción de las sillas austriacas de Michael Thonet, que eran de producción masiva, menos costosas y constaban de pocos elementos de fácil montaje, y en la segunda mitad del siglo XX, tras la competencia de producción industrial. El arquitecto y diseñador Gio Ponti se inspiró en 1955 en el sistema estructural de la silla Chiavari para su silla "Superleggera".

## Características

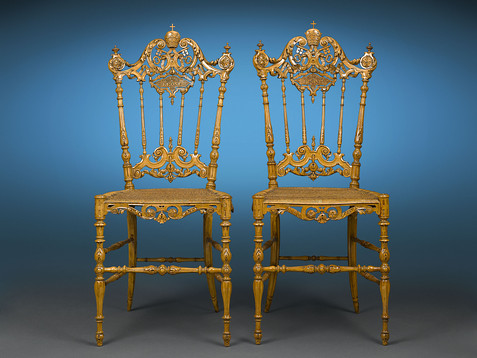
Sillas Chiavari regaladas al Papa León XIII por la ciudad italiana de Chiavari cuando se estableció una diócesis en la ciudad en 1892

La silla está diseñada con cada componente hecho para las tensiones específicas que soportará. Descalzi diseñó un sistema de ranuras para la construcción y un sistema para atar las tiras de sauce morado que forman el asiento de la silla directamente a la estructura.
Las maderas utilizadas originalmente por Descalzi eran cerezo y arce, que se agregaron a elementos de haya y fresno, todos ellos de bosques del interior de Italia.